# A応Pとフェスぴ〜!!!
『A応Pとフェスぴ〜!!!』（エーおうピーとフェスぴー）は、2019年4月4日からAT-Xほかで放送しているアニメ系情報番組である。

## 概要
- アニソン、イベント（フェス）を盛り上げる番組。
- AT-X以外にも、テレビ東京系列のテレビ北海道で放送される。2019年9月まではテレビ大阪でも放送されていた。
- A応Pのあにむす!!（AT-X制作、テレビ東京系列で放送）と同じスタッフが制作している。
- 提供はAT-Xではなく、タカラトミーアーツとなっている。
- Twitterのハッシュタグが2019年4月6日に投票により「#A応Pフェスぴぃ」に決定[2]。

## 出演者
- A応P
  - 巴奎依（#1 - ）
  - 広瀬ゆうき（#1 - ）
  - 旭優奈（#3 - ）※#1に収録を見学で見に来ていた。
  - 工藤ひなき（#1 - ）
  - 星希成奏（#3 - ）#2の推しぴ～のコーナーにて声が入っていた。
  - 小嶋凛（#3 - ）
  - 堤雪菜（#3 - ）
  - 春咲暖（#2 - ）
- フェスぴ～（CV:永塚拓馬）（#1 - ）
- ヒロぴ～（CV:広瀬ゆうき）（#10、#11）※フェスぴ～の色違い（オレンジバージョン）
- ヒナぴ～（CV:工藤ひなき）（#10、#11）※工藤の手作りのヘビのパペット人形

## ゲスト・MC
| #  | ゲスト名 | MC                             | 推しぴ～           |
| -- | --- | ------------------------------ | ------------------ |
| 01 | i☆Ris（山北早紀、澁谷梓希）                                                                                           | 工藤、広瀬                     | 巴                 |
| 02 | i☆Ris（山北早紀、澁谷梓希）                                                                                           | 工藤、広瀬                     | 工藤、春咲         |
| 03 | 亜咲花 | 星希、広瀬                     | 旭、小嶋、堤       |
| 04 | 亜咲花 | 星希、広瀬                     | 星希               |
| 05 | 和島あみ | 旭、広瀬                       | 堤                 |
| 06 | 和島あみ | 旭、広瀬                       | 広瀬               |
| 07 | 山崎エリイ | 巴、広瀬                       | 堤、小嶋           |
| 08 | 山崎エリイ | 巴、広瀬                       | 工藤               |
| 09 | 山崎エリイ | 巴、広瀬                       | 旭                 |
| 10 | 市川太一、小林大紀、永塚拓馬                                                                                          | ヒロぴ～、ヒナぴ～             | 広瀬               |
| 11 | 市川太一、小林大紀、永塚拓馬                                                                                          | ヒロぴ～、ヒナぴ～             | 小嶋、堤、工藤、旭 |
| 12 | 市川太一、小林大紀、永塚拓馬                                                                                          | ヒロぴ～、ヒナぴ～             | 堤                 |
| 13 | A応P（旭優奈、工藤ひなき、小島凛、堤雪菜、広瀬ゆうき、星希成奏）                                                      | フェスぴ～                     | 工藤               |
| 14 | 鈴木このみ | 巴、春咲                       | 巴                 |
| 15 | 鈴木このみ | 巴、春咲                       | 星希               |
| 16 | Hi!Sperb（LEO、RYO、MAGURA）                                                                                          | 巴、春咲                       | 堤                 |
| 17 | Hi!Sperb（LEO、RYO、MAGURA）                                                                                          | 巴、春咲                       | 春咲、旭           |
| 18 | 岸尾だいすけ | 堤、春咲                       | 工藤               |
| 19 | 岸尾だいすけ | 堤、春咲                       | 星希               |
| 20 | ピュアリーモンスター(石飛恵里花、今野優月、中島優衣)                                                                  | 小嶋、巴                       | 旭、巴             |
| 21 | ピュアリーモンスター(石飛恵里花、今野優月、中島優衣)                                                                  | 小嶋、巴                       | 堤                 |
| 22 | A応P、大原ゆい子、榊原ゆい、桃井はるこ、純情のアフィリア、ピュアリーモンスター                                        | フェスぴ～                     | -                  |
| 23 | 安月名莉子、nonoc | 星希、広瀬                     | 堤                 |
| 24 | 安月名莉子、nonoc | 星希、広瀬                     | 小嶋、工藤         |
| 25 | A応P（aimai soleil（小嶋凛、堤雪菜、広瀬ゆうき）、OVERWHELM（旭優奈、春咲暖、星希成奏）、Priiry（工藤ひなき、巴奎依） | フェスぴ～                     | -                  |
| 26 | A応P（aimai soleil（小嶋凛、堤雪菜、広瀬ゆうき）、OVERWHELM（旭優奈、春咲暖、星希成奏）、Priiry（工藤ひなき、巴奎依） | フェスぴ～                     | -                  |
| 27 | 中村瞳子 | 巴、春咲                       |                    |
| 28 | 中村瞳子 |                                |                    |
| 29 | 「ANISPARK!!-あにすｐ-」特集                                                                                          | 旭、工藤、小嶋、堤、春咲、広瀬 |                    |
| 30 | 「ANISPARK!!-あにすｐ-」特集                                                                                          |                                |                    |
| 31 | 「ANISPARK!!-あにすｐ-」特集                                                                                          |                                |                    |

## スタッフ
- 企画：中村直樹・濱田啓路（AT-X）
- 構成：山本玄太、吉川秦生
- カメラ：
- タイトルロゴ：
- 衣装協力：Lucy Pop
- 編集：中尾達也
- MA：吉永龍哉
- 音効：吉川市郎
- AD：三好将太
- 制作：森川泉
- 番組担当：
- ディレクター：野上満太郎、布施好則、坂本浩章
- 演出：関根崇
- プロデューサー：前田孝人（AT-X）、堀哲朗、黒崎健一
- 制作協力：D-CAM、A%
- 製作著作：AT-X

## 主題歌

### オープニングテーマ
1. 「七転び八起帰り咲き」（#1 - #17） 作詞 - 出口遼 / 作曲 - 出口遼、飯田涼太 / 歌 - A応P
2. 「ファイティング・ラッシュアワー」（＃18 - ） 作詞 - ミズノゲンキ / 作曲・編曲 - 暁月周平 / 歌 - A応P

### エンディングテーマ
1. 「Endless Notes」（#1 - #2）作詞・作曲 - 馬渕直純 / 編曲 - 大久保薫 / 歌 - i☆Ris
2. 「この世の果てで恋を唄う少女」（#3 - #4）作詞・作曲 - 志倉千代丸 / 編曲 - 悠木真一 / 歌 - 亜咲花
3. 「壊れかけのRadio」（#5 - #6）作詞・作曲 - 徳永英明 / 編曲 - eba / 歌 - 和島あみ
4. 「LastPromise」（#7 -#9）作詞・作曲 - 大橋莉子 / 編曲 - hisakuni / 歌 - 山崎エリイ
5. 「それゆけ！恋ゴコロ」（#11、#13）作詞 - 浅野まこと / 作曲 - James Panda Jr. / 編曲 - 前口 渉 / 歌 - A応P
6. 「真理の鐘、剣乃ように」（#14 - #15） 作詞・作曲 - 志倉千代丸 / 編曲 - 白戸佑輔 / 歌 - 鈴木このみ
7. 「HiBuddy!!」（#16 - #17）作詞 - 青Yりんご / 作曲 - コバヤシユウジ、川夏男 / 歌 - Hi!Sperb
8. 「Wake Up!」 (#18 - #19）作詞 - 岸尾だいすけ / 歌 - DKHi!
9. 「star*frost」（#23 - #24）作詞 - 安田史生 / 作曲・編曲 - 越前谷直樹、田口史也 / 歌 - nonoc  「Glow at the Velocity of Light」（#23 - #24）作詞 - タナカ零 / 作曲 - ナスカ / 編曲 - the Third / 歌 - 安月名莉子
10. 「カフェとラッテのラブセオリー」（#25）作詞・作曲・編曲 - 福田陽司 / 歌 - aimai soleil from A応P
11. 「Take you hight」（#26）作詞・作曲・編曲 - 重永亮介 / 歌 - OVERWHELM from A応P

### 提供テーマ
1. 「JOYFUL∞Pでアンコール!!」（#1 - ）作詞 - 六ツ見純代 / 作曲・編曲 - no_my

## 放送局
| 放送地域 | 放送局       | 放送期間        | 放送日時                     | 放送系列         | 備考                      |
| -------- | ------------ | --------------- | ---------------------------- | ---------------- | ------------------------- |
| 日本全域 | AT-X         | 2019年4月4日 -  | 木曜 21:30 - 21:45           | アニメ専門CS放送 | 製作局 / リピート放送あり |
| 北海道   | テレビ北海道 | 2019年4月10日 - | 水曜 3:05 - 3:20（火曜深夜） | テレビ東京系列   | テレビ東京系列            |

### 過去の放送局
| 放送地域 | 放送局     | 放送期間                     | 放送日時                     | 放送系列       | 備考          |
| -------- | ---------- | ---------------------------- | ---------------------------- | -------------- | ------------- |
| 大阪府   | テレビ大阪 | 2019年4月6日 - 2019年9月27日 | 土曜 2:45 - 3:00（金曜深夜） | テレビ東京系列 | #26で打ち切り |